# 菲希特尔贝格
菲希特尔贝格是德国巴伐利亚州的一个市镇。总面积5.16平方公里，总人口1906人，其中男性941人，女性965人（2011年12月31日），人口密度369人/平方公里。